# 道の駅掛合の里
道の駅掛合の里（みちのえき かけやのさと）は、島根県雲南市掛合町掛合にある国道54号の道の駅である。
ふるさと創生事業の一環で整備された。道の駅の発祥地とする説がある。

## 沿革
- 1993年（平成5年）4月22日 - 道の駅に登録される。
- 2016年（平成28年）1月27日 - 広島県の国道54号沿線にある4つの道の駅が、「自動車道の開通により交通量が減少した国道54号沿線の4つの道の駅の相互連携による、地域の暮らしを持続的支える環境構築」を理由に、国土交通省により平成27年度重点「道の駅」に選定される[1]。

## 施設
- 駐車場：46台
  - 普通車：38台
  - 大型車：8台
  - 身障者用：1台
- トイレ
  - 男：大 10器・小 15器
  - 女：17器
  - 小児用（小）：1器
  - 身障者用：3器
- 公衆電話：3台
- レストラン
- 喫茶店
- 売店
- 休憩所 (24H)
- 公園
- 情報コーナー (24H)
- ベビーベッド
- 運動場
- 郵便ポスト（掛合郵便局）

## 休館日
- 毎週月曜日

## アクセス
- 掛合の里バス停
  - 雲南市民バス
  - 飯南町生活路線バス
- 国道54号 - 登録路線

## 周辺
- 八重山神社
- 龍頭が滝